# Daydream (album, Mariah Carey)
Daydream je šesté studiové album americké zpěvačky Mariah Carey, které vyšlo v říjnu 1995. Celosvětově se jej prodalo přes 25 milionů kusů, čímž se řadí mezi nejlépe prodávaná alba všech dob.

## Informace o albu
Na albu se poprvé objevuje větší vliv R&B a přední světové časopisy zařadily album mezi Top 10 nejlepších alb roku 1995. Za album získala Mariah šest nominací na cenu Grammy Award, ale žádnou neproměnila ve vítězství. Album obsadil 116. příčku v žebříčku 200 Nejlepších alb všech dob.

## Seznam písní
1. "Fantasy" – 4:04 Videoklip
2. "Underneath the Stars"– 3:33
3. "One Sweet Day"– 4:42 Videoklip
4. "Open Arms" – 3:30
5. "Always Be My Baby" – 4:18 Videoklip
6. "I Am Free" – 3:09
7. "When I Saw You" – 4:24
8. "Long Ago" – 4:34
9. "Melt Away" – 3:42
10. "Forever" – 4:00
11. "Daydream Interlude" – 3:04
12. "Looking In" – 3:35

## Umístění
| Stát           | Umístění |
| -------------- | -------- |
| Austrálie      | 1        |
| Německo        | 1        |
| Izrael         | 1        |
| Japonsko       | 1        |
| Nizozemsko     | 1        |
| Nový Zéland    | 1        |
| Švýcarsko      | 1        |
| Velká Británie | 1        |
| USA            | 1        |
| Evropa         | 2        |
| Francie        | 2        |
| Kanada         | 3        |
| Norsko         | 3        |
| Rakousko       | 5        |
| Španělsko      | 5        |
| Itálie         | 6        |
| Švédsko        | 6        |
| Maďarsko       | 13       |